# 裝飾樂段

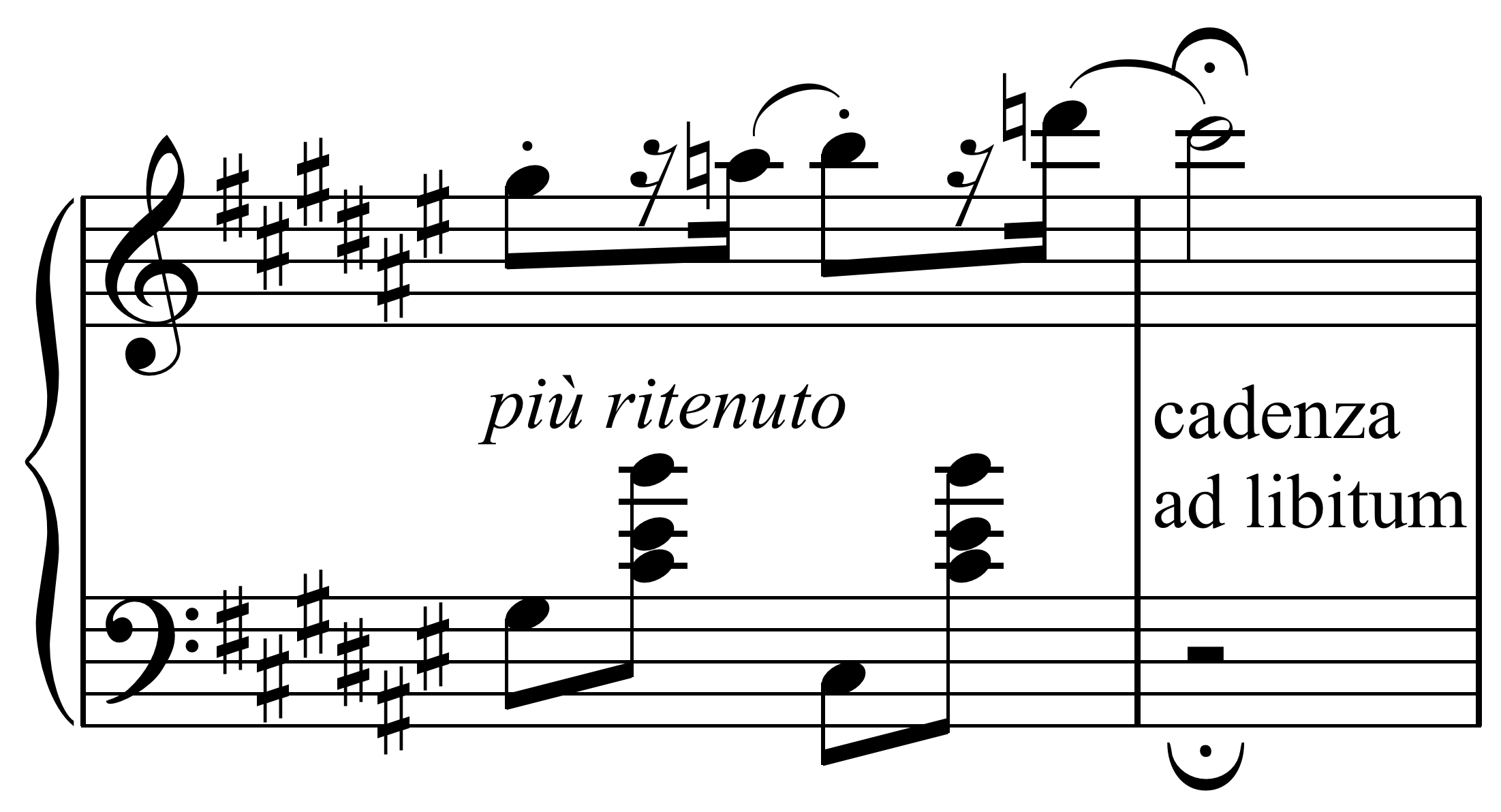
李斯特第2號匈牙利狂想曲中可加上華彩樂段的標示（Cadenza ad libitum）

裝飾樂段或華彩樂段（Cadenza）指獨奏部分的裝飾性樂段，既可以預先創作亦可以即興演奏，形式自由，並時常有炫技意味。此樂段以所有聲部的延音作標記，並常常出現在樂曲的尾聲前。

## 協奏曲

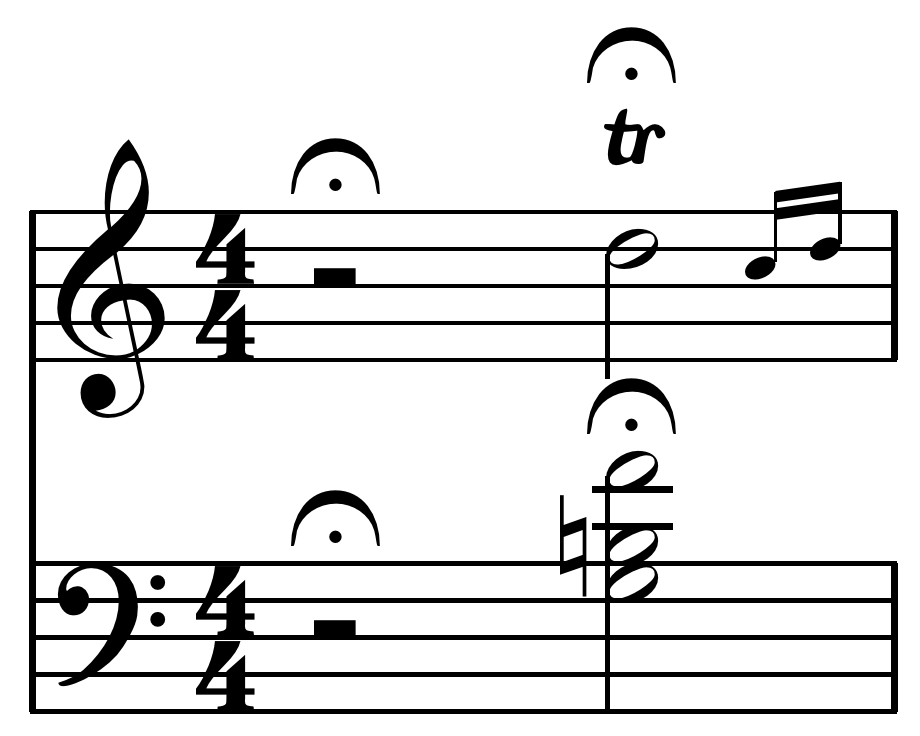
貝多芬第3號鋼琴協奏曲的華彩樂段標記：第一個延音代表樂段開始，下一個延音代表終結

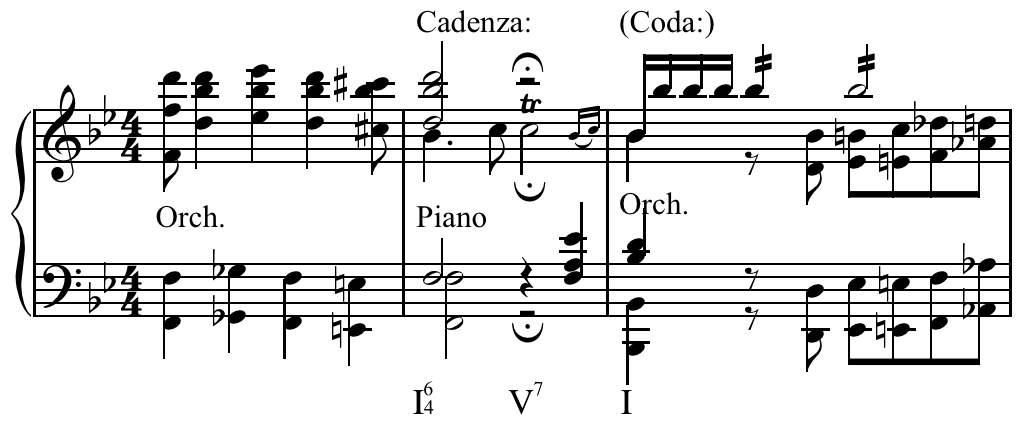
莫札特第27號鋼琴協奏曲, K. 595首樂段的華彩樂段標記這種華彩樂段的I-V-I進行是古典時期協奏曲常見的

在協奏曲中華彩樂段的部分，其他樂器靜止，獨奏者則以自由拍子表演。有時候作曲家同時提供自己的華彩樂段版本，而這做法自19世紀漸漸變得普遍，有的亦會將該部分直接記於全曲曲譜中而非另外附上。另外也有作曲家為其他人的作品寫華彩供自己及演奏者採用。一些事先撰寫的華彩會加入其他樂器的伴奏，如拉赫瑪尼諾夫第3鋼琴協奏曲中鋼琴在彈奏琶音時長笛、單簧管和法國號分別加入。華彩樂段常常出現在首樂段的尾聲前，但有少數例外如柴可夫斯基第1鋼琴協奏曲中它出現在第一樂段首五分鐘。

## 聲樂
最早的華彩樂段為聲樂家在詠嘆調中終止部分的即興演繹，到後來才融入於器樂中。而近代預先寫好的例子有聲樂指導Estelle Liebling為一些歌劇，如多尼采蒂的拉美莫爾的露琪亞，所譜寫的華彩樂段，它們亦成為了表演者的熱門選擇。

## 其他樂曲
爵士樂於謠曲結尾部分常有簡短的華彩樂段。而例外如薩克斯風表演者約翰·柯川在全長8分鐘的"I Want To Talk About You"加上約3分鐘的即興段，以及桑尼·羅林斯在"Three Little Words"縮短該樂段的做法。
此外室內樂、獨奏曲亦有華彩樂段的例子，其中最著名的或許是李斯特的第2號匈牙利狂想曲，贝多芬的奏鸣曲作品op2第3首。
華彩樂段例子

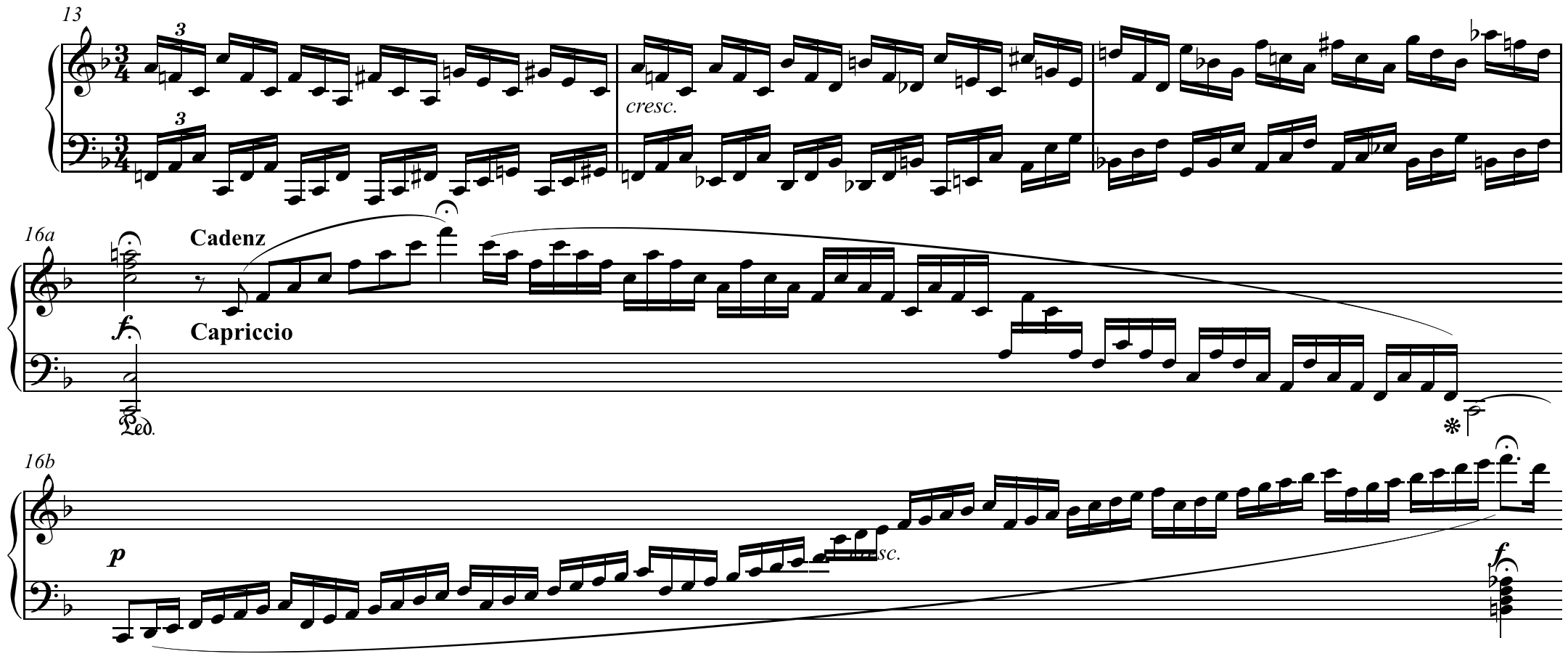
莫札特"Salve tu, Domine"變奏曲, K. 398結尾中預先創作的華彩樂段

- 尼古拉·里姆斯基-科薩科夫的西班牙隨想曲中第四樂章具五個華彩樂段，首先是圓號與小號合奏，接着為小提琴獨奏、長笛、單簧管以及豎琴，並分別伴以不同的敲擊樂器
- 巴赫的D大調第五布蘭登堡協奏曲, BWV1050中具有羽管鍵琴的華彩樂段
- 莫札特B大调鋼琴奏鳴曲K.333的第三樂章有两次華彩樂段，在當時是頗不尋常的
- 莫扎特第24号钢琴协奏曲K.491第一乐章没有固定的华彩段，但后来的作曲家及钢琴家为了各种原因而创作自己华彩乐段把结尾连贯。
- 贝多芬的月光奏鸣曲在再现部尾声后呈现华彩。
- 貝多芬第5號鋼琴協奏曲以華彩樂段開始，部分有管弦樂伴奏[2]，並指名鋼琴家不可以自己的演繹代替此樂段。
- 贝多芬的合唱幻想曲在没有管弦乐奏响下以钢琴的华彩乐段开始。
- 貝多芬為莫札特第20號鋼琴協奏曲創作第一、第三樂章的華彩樂段[2]
- 威廉·肯普夫為貝多芬首四部鋼琴協奏曲創作華彩樂段
- 肖邦的降E大调夜曲作品9第二首结尾也是以华彩乐段过度。
- 谢尔盖·瓦西里耶维奇·拉赫玛尼诺夫為李斯特第2號匈牙利狂想曲創作華彩樂段，並於1919年錄製此版本[4]

## 外部連結
- Tarloff, Eric. . TheAtlantic.com. February 9, 2010  [2014-03-08]. （原始内容存档于2014-10-18）.